# Cronicó de Perpinyà
El Cronicó de Perpinyà, altrament Cronicó Perpinyanès, és una obra de la segona meitat segle xiii que combina materials de fonts occitanes amb d'altres d'origen rossellonès i empordanès. L'obra té trets característics de l'àrea rossellonesa i també aspectes de la llengua occitana.
Aquest cronicó abraça des dels darrers anys del regnat Jaume el Conqueridor fins a l'any 1284. També hi ha una petita referència al 1421. L'obra va ser documentada per primer cop pel llavors monjo de Montserrat Anscari Mundó.